# ويليام ر. بيك
ويليام ر. بيك (بالإنجليزية: William R. Peck)‏ هو سياسي أمريكي، ولد في 31 يناير 1818 بمقاطعة جيفرسون في الولايات المتحدة، وتوفي في 22 يناير 1871 بلويزيانا في الولايات المتحدة. انتخب عضو مجلس نواب لويزيانا.